# Marco Polo (Obitelj Soprano)
"Marco Polo" je 60. epizoda HBO-ove televizijske serije Obitelj Soprano i osma u petoj sezoni serije. Napisao ju je Michael Imperioli, režirao John Patterson, a originalno je emitirana 25. travnja 2004.

## Radnja
Sukob u New Yorku se pogoršava: jahta Little Carminea biva oštećena te potone. Tony pokušava zadržati svoju obitelj podalje od neprijateljstva. Sastaje se s Johnnyjem Sackom i pristaje popraviti auto Phila Leotarda, iako je oštećen jer je Phil dugovao novac Tonyju. Kako bi uštedio novac, Tony auto daje u radionicu Pussyja Bonpensiera (koju sada vodi njegova udovica, Angie).  
Carmineova ekipa počinje koketirati s Tonyjem Blundettom preko njegova prijatelja iz zatvorskih dana, Angela Garepea. Angelo i Rusty Millio dolaze Blundettu i ponude mu posao. Žele da ubije suradnika Johnnyja Sacka Joea Peepsa jer je ubio Lorraine Calluzzo, kojoj je Little Carmine bio iznimno naklonjen. Tony B. ih odbije, ali ubrzo shvati kako se ne probija u Tonyjevoj ekipi dovoljno brzo te želi više nego što mu je dano. 
Carmela planira zabavu za 75. rođendan svog oca. Nakon što Stric Junior uništi iznenađenje rekavši Hughu da on ne dolazi, starac postaje uključen u planiranje zabave. Nakon što čuje kako Tony nije pozvan, zahtijeva da "glava obitelji" bude nazočna. Objašnjava ponašanje Sopranovih svojim kulturnijim prijateljima talijanskim Amerikancima. Međutim, Hugh je oduševljen Tonyjevom nazočnošću. Dok njezini roditelji odlaze, Carmela izrazi svoje gađenje majci zbog njezina ponašanja.  
Nakon što je većina gostiju otišla, Artie Bucco predvodi mlađe goste u igri Marco Polo. Tijekom igre, Tony i A.J. zgrabe Carmelu i bace je u bazen. Nakon što su svi napustili bazen, Tony i Carmela nalaze se zajedno. Nekoliko poljubaca navodi ih da provedu noć zajedno.  
Čini se kako je zabava kod Sopranovih uznemirila Tonyja Blundetta, koji bjesni zbog načina na koji mu je Carmela rekla da joj pomogne pri zabavi. Njegovi sinovi razočarano se vraćaju kući nakon što se zabavili kod Sopranovih. Nakon što je razmislio o situaciji, Tony B. nazove Rustyja i dogovori ubojstvo. Pronalazi Joea Peepsa u autu ispred bordela te ustrijeli njega i pratilju, ali ozljeđuje stopalo nakon što mu preko njega prijeđe kotač vozila koje je krenulo naprijed. Odšepa natrag do svojeg auta i pobjegne.

## Glavni glumci
- James Gandolfini kao Tony Soprano
- Lorraine Bracco kao dr. Jennifer Melfi *
- Edie Falco kao Carmela Soprano
- Michael Imperioli kao Christopher Moltisanti
- Dominic Chianese kao Corrado Soprano, Jr.
- Steven Van Zandt kao Silvio Dante *
- Tony Sirico kao Paulie Gualtieri *
- Robert Iler kao A.J. Soprano
- Jamie-Lynn Sigler kao Meadow Soprano
- Aida Turturro kao Janice Soprano *
- Drea de Matteo kao Adriana La Cerva
- Steve Schirripa kao Bobby Baccalieri
- Vincent Curatola kao Johnny Sack
- John Ventimiglia kao Artie Bucco
- Kathrine Narducci kao Charmaine Bucco
- Steve Buscemi kao Tony Blundetto

* samo potpis

### Gostujući glumci
| - Ray Abruzzo kao Little Carmine - Tom Aldredge kao Hugh De Angelis - Rae Allen kao Quintina Blundetto - Dennis Aloia kao Justin Blundetto - Kevin Aloia kao Jason Blundetto - Frank Ammirati kao Freddy Di Novi - Sharon Angela kao Rosalie Aprile - Allison Bartlett kao Gwen McIntyre - Chris Caldovino kao Billy Leotardo - Barbara Caruso kao Lena Fegoli - Samrat Chakrabarti kao dr. Onkar Singh - Matthew Del Negro kao Brian Cammarata - Allison Dunbar kao Nicole Lupertazzi - Jessica Dunphy kao Devin Pillsbury - Pablo Hernandez kao Paolo - Will Janowitz kao Finn DeTrolio - Toni Kalem kao Angie Bonpensiero - Bruce Kirby kao dr. Russ Fegoli | - Philip Larocca kao Edward 'Duke' Bonpensiero - Marianne Leone kao Joanne Moltisanti - Vic Martino kao Muzzy Nardo - Joe Maruzzo kao Joe Peeps - Garry Pastore kao Jerry Basile - Lawrence J. Russo kao obiteljski prijatelj - Joe Santos kao Angelo Garepe - Erik Schark kao sommelier - Paul Schulze kao otac Phil Intintola - Sam Semenza kao Carmine Lupertazzi III. - Suzanne Shepherd kao Mary De Angelis - Tony Siragusa kao Frankie Cortese - Vince Stefani kao Lester DeAngelis - Erin Stutland kao Heather - Frankie Valli kao Rusty Millio - Rolando J. Vargas kao Ekvadorac - Frank Vincent kao Phil Leotardo - David Von Roehm kao rođak |

## Umrli
- Joe Peeps: ustrijelio ga je Tony Blundett po naredbi Little Carminea.
- Heather: prostitutka s Joeom Peepsom; ustrijelio ju je Tony Blundett .

## Naslovna referenca
- Na Hughovoj rođendanskoj zabavi, u bazenu se odvija igra Marco Polo.
- Naslov može biti i referenca na istraživanje novih teritorija Tonyja Blundetta i sklapanja poslova sa "strancima" (njujorškim obiteljima).

## Reference na druge medije
- Junior gleda Slatki život Federica Fellinija kad Bobby ulazi. Junior komentira uvodnu scenu u kojoj se Isusov kip prevozi helikopterom iznad Rima: "moglo se reći da je glupost!"

## Glazba
- Na radiju u uvodnoj sceni svira "Classical Gas" Masona Williamsa .
- Tijekom odjavne špice svira "Bad n' Ruin" Facesa.
- Na Hughovoj zabavi svira "Bandstand Boogie", tematska pjesma serije American Bandstand.
- Na zabavi svira i "Cherry Pink and Apple Blossom White" Pereza Prada.

## Vanjske poveznice
- Marco Polo u internetskoj bazi filmova IMDb-a